# Ahmstorf
Ahmstorf ist ein Ortsteil der Gemeinde Rennau und gehört zur Samtgemeinde Grasleben im Landkreis Helmstedt in Niedersachsen. Ahmstorf hat etwa 200 Einwohner, es ist das kleinste der ehemaligen Hasenwinkeldörfer, zu denen auch Rottorf und Rennau gehörten.

## Lage
Ahmstorf liegt nordwestlich von Helmstedt im Naturpark Elm-Lappwald.

## Geschichte
Bis zur Gebietsreform 1974 gehörte Ahmstorf zum Landkreis Gifhorn. Durch die Ortsgeschichtsforschung weiß man heute, dass die erste urkundliche Erwähnung keine eindeutige Auskunft über die Entstehungszeit des Dorfes gibt. Die älteste bekannte Urkunde, in der Ahmstorf erwähnt wird, stammt aus der Zeit um 1160 nach Christus. Bei dieser Urkunde handelt es sich um ein Güterverzeichnis des Klosters St. Ludgeri in Helmstedt, in dem das Dorf „Amulungsthorpe“ geschrieben wurde. Im Jahre 1311 schrieb man Amelinestrop und 1489 Amestroppe. Mitte des 18. Jahrhunderts besaßen die Herren von Veltheim auf Beienrode die Grundherrschaft in Ahmstorf, die erst 1869 abgelöst wurde.
Ahmstorf war stets ein kleines Bauerndorf, 1489 zählte das Dorf acht Halbspannerhöfe und drei Kothöfe. Diese Höfe lagen als Wegedorf am flachen Hang beiderseits des kleinen Baches nördlich der Uhrau. Sechs größere Höfe lagen auf der Südseite mit der Rückfront zur Niederung. Erst im 19. Jahrhundert vergrößerte sich das Dorf durch Abbauerstellen und Häuslinge. Infolge des Kaliabbaus in dem nahegelegenen Ort Beienrode entstanden achtundzwanzig neue Wohngebäude. Auf dem Mühlenberg in Ahmstorf stand bis 1918 eine Bockwindmühle. 1897 gründete die Familie eine Molkerei. 1962 hat die Molkerei Ahmstorf, wie alle kleineren Molkereien im ländlichen Bereich, ihren Betrieb eingestellt. Auch die 1892 als Kommanditgesellschaft gegründete Saftfabrik erschuf weitere Arbeitsplätze. Produziert wurde bis in die 1920er Jahre Sirup und als Abfallprodukt Presskuchen als Futtermittel.
Heute punktet Ahmstorf mit schöner Landschaft wie großen Waldflächen, dem Horst, dem Bisdorfer Holz, mit einer neuen Anpflanzung am Haagholz, dem Ölper und dem Dorm. Die Umgebung ist ideal für Wanderungen, Radtouren und auch für Wanderreiter geeignet. Im Ort gibt es etwa 32 Pferde, dazu eine Reitergruppe mit dem Namen „Ahmstorfer Feldjäger“. Seit März 2021 steht an einer Bushaltestelle ein öffentlicher Bücherschrank.

### Einwohnerentwicklung
| Jahr      | 1925 | 1933 | 1939 |
| --------- | ---- | ---- | ---- |
| Einwohner | 183  | 162  | 158  |

## Bildungswesen
Zur Gründung einer Schulstelle wurde am 25. Januar 1815 ein Antrag in Fallersleben gestellt. Als Schul- und Lehrergebäude wurde das erst 1807 erbaute Kuhhirtenhaus ausgewählt. Der „Lehrer Schulze“ erteilte dort Unterricht in seiner Wohnstube. Erst 1845 ist über einer der Haushälften ein zweites Stockwerk erbaut worden. Das Schulhaus erhielt dazu noch einen Glockenturm, durch dessen Bau mit dem Schuldienst auch das Läuten der Betglocke verbunden wurde. Waren 1888 noch 27 Schüler im Klassenzimmer untergebracht, so mussten 1893 bereits 45 Kinder die engen Räumlichkeiten teilen. Im Frühjahr 1900 wurde mit dem Neubau des noch heute stehenden Schulgebäudes begonnen. Am 13. Oktober 1900 begann der Unterricht, in der Klasse saßen 48 Kinder verschiedener Jahrgänge, die alle gemeinsam unterrichtet wurden. Im Jahr 1910 wurde dann die noch heute klingelnde Turmuhr angeschafft. Der Unterricht wurde bis zum Jahre 1964 einklassig geführt.

## Vereine

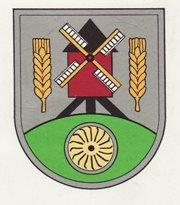
Das Wappen der Schützengesellschaft

Der älteste Verein im Dorf ist der Schützenverein, gegründet am 20. Juli 1887. Die Schützen-Gesellschaft Ahmstorf hat ihr 125-jähriges Jubiläum im Jahr 2012 gefeiert. Das Wappen der Schützengesellschaft Ahmstorf zeigt in der oberen Hälfte in Silber eine Windmühle, die einst als sichtbares Zeichen des Ortes auf dem Mühlenberge stand, der in der unteren Hälfte durch das leicht abgerundete Feld symbolisiert wird. Der darin befindliche Mühlstein erinnert an die Ölmühle, die zur Gründung des Ortes führte. Die links und rechts neben der Windmühle befindlichen Ähren in gelb sollen die landwirtschaftliche Nutzung der Gegend darstellen.
Vor Jahren gab es auch den im Jahre 1925 gegründeten Sportverein „Gut – Muts“. In den Wirren des Zweiten Weltkrieges löste dieser sich auf, heute gibt es Gedankenspiele den Verein wieder aufleben zu lassen.
Im Mittelpunkt des heutigen Vereinslebens steht neben dem Schützenverein auch die Freiwillige Feuerwehr. Die Feuerwehr Ahmstorf existiert seit dem Jahr 1931 als „jüngster Verein“ und trägt ebenfalls zur Dorfgestaltung bei.

## Verkehr
Ahmstorf liegt westlich der Bundesstraße 244 und verfügt in unmittelbarer Nähe über einen Anschluss an die Bundesautobahn 2 von Hannover nach Berlin.